# Agent Aika
Aika (アイカ, estilizado como AIKa?), editado en inglés como Agent Aika, es una serie de anime lanzada en formato OVA producida por Studio Fantasia y Bandai Visual, dirigida por Katsuhiko Nishijima. La serie fue muy conocida por las grandes cantidades de fanservice y panchira específicamente por los "creativos" ángulos de cámara que se centran en la ropa interior de los personajes femeninos de la serie.
En 2007, fue lanzado en Japón una versión remasterizada de la serie original, junto con un corto en imagen real de Aika, de más de 10 minutos de duración.
El 25 de abril de 2007, se estrenó el primer OVA de la precuela de tres episodios AIKa R-16: Virgin Mission. En el 2009 se estrenó otra precuela en formato OVA de tres episodios titulada AIKa Zero, también precuela de Aika, pero 3 años posteriores a AIKa R-16: Virgin Mission.
La primera serie se transmitió en Locomotion, que al principio la emitió en el segmento Japanimotion en idioma original con subtítulos, y más adelante al incorporarla a su programación regular, la emitió con doblaje realizado en México. 
Agent Aika a pesar de su popularidad media como anime y poco visto por la audiencia, se le considera como un anime que en la actualidad se quedó en un legado de culto y que es considerado como una rareza pero al igual como un clásico de los que conocen el anime.

## Argumento
Trata sobre la catástrofe ocurrida en el planeta Tierra en el año 2010, que sumergió a gran parte del mundo bajo el océano en especial la capital de Tokio, que viene incluyendo a Japón. A raíz de que la gente no tuvo tiempo de evacuar y tomar sus más preciados objetos y cosas valiosas, se crearon grupos de rescatistas, más bien conocidos mundialmente como salvagers, agentes especializados que se sumergen en las profundidades y logran recuperar por encargo o por dinero, dichos objetos, equipos y tecnología útiles en la superficie. Una de ellas es Aika Sumeragi, la cual junto con su compañera Rion Aida navegan en busca de objetos.
Su jefe es el padre de Rion, Gozo Aida, que junto con su ayudante el más medio rarito Shuntaro Michikusa manejan la oficina de rescatistas más exitosa que se conoce como "La Empresa KK".
A esta empresa la llaman para someterse a una misión muy importante con el propósito de encontrar un objeto raro llamado solamente "Ragh", y que tiene un poder inmenso que incluso podría destruir la Tierra por completo. En esta aventura, Aika Sumeragi se meterá en problemas con otra empresa llamada "Grupo Delmo" que quiere volver a la Tierra a su estado natural y descubrir los misterios del metal llamado "ultranate". Este metal le confiere a Aika poderes sobrenaturales con los que lográ vencer a no pocas enemigas (casi todos son mujeres), mostrando varios atributos femeninos, y con una historia bastante impactante. Las mujeres del grupo Delmo se clasifican por colores, según su rango. De menor a máximo: Rosa, Negro, Azul, Dorado y Blanco.

## Personajes

### La Empresa KK
Aika Sumeragi (皇藍華 kou ai hana?)
 Seiyū: Rei Sakuma
Aika Sumeragi es la protagonista de la serie, reconocida como una de las mejores Salvagers sobre el planeta con "A" en Ranking. Tiene 26 años. Trabaja para la empresa KK. Es una experta piloto de caza bombardero. Fue criada por científicos como sujeto de prueba, sus "padres" murieron tiempo atrás en un misterioso terremoto.
Rion Aida (相田りおん aida rion?)
 Seiyū: Hiroko Konishi
Es una adolescente muy problemática. Trabaja como asistente de Aika, y en la empresa KK, que es de su padre, Gozo Aida.
Gust Turbulance (ガスト・タービュランス gasuto. tabyuransu?)
 Seiyū: Juurouta Kosugi
Gust Turbulance es otro rescatista, un rival de Aika y también pretendiente de ella. Es socio de Bandra. Tiene 28 años.
B. A. Bandra (バ・バンドラ ba. bandora?)
 Seiyū: Hisako Kyōda
No se sabe si es mujer u hombre. Es la/el socio/a de Gust y pilotea el helicóptero en donde van a hacer sus misiones.
Maypia Alexymetalia (メイピア・アルキメタリア meipia. arukimetaria?)
 Seiyū: Sakiko Tamagawa
Es una agente secreta que se hace pasar por una Delmo color negro. Es muy competitiva pero al mismo tiempo buena persona. Trabaja para una empresa gubernamental misteriosa.
Gozo Aida (相田郷造 aida sato zou?)
 Seiyū: Akio Ōtsuka
Es el presidente y representante de la empresa KK, como indica su apellido es padre de Rion.
Shuntaro Michikusa (道草旬太郎 michikusa jun tarou?)
 Seiyū: Masaya Onosaka
Es un chico un tanto raro que le encanta vestirse de mujer. Siempre lleva en su mano un muñequito rosa llamado Kappa el cual lo hace habla como ventrílocuo.

### Los Hagen
Rudolph Hagen (ルドルフ・ハーゲン rudorufu. hagen?)
 Seiyū: Kaneto Shiozawa
Es el jefe del grupo Delmo, también el que lleva a cabo el proyecto de volver la Tierra a su hábitat natural. Es el hermano de Neena. Tiene un ejército enorme formado solo por chicas al cual llamó "Grupo Delmo". Hagen es muy ambicioso y también le gustan mucho las mujeres, razón por lo cual Neena está muy celosa de él.
Neena Hagen (ネーナ・ハーゲン nena. hagen?)
Seiyū: Atsuko Tanaka
Es la líder de las Delmo color Negro. Tiene un fuerte temperamento y es rival jurada de Aika. Siempre trata de superarla. Consigue otra pieza de ultranato, gracias a su hermano el cual lo inventara a base del rayo de Ragh. Con ese metal pelea con Aika, pero una tragedia le sucedió en plena pelea poco después, esta por utilizar mucho tiempo el ultranate (como unas cuatro veces) se fusiona con ella para así convertirla en una inmensa masa humana (algo así como partículas mezcladas con átomos).

### El ejército de las Delmo
El ejército femenino conocido como Delmo, también referido como el Delmogeny, Derumo. Es un ejército de preciosas jovencitas reunidas todas por el profesor Hagen con el fin de propagar sus genes pero también funcionan como ejército privado. Todas uniformadas iguales, con variantes en sus minifaldas y colores pero algo común, todas usan bragas blancas.

### Delmos Azules
Es la Elite infantería. Ellas cargan las armas pesadas y atacan a los intrusos que se acercan al barco. Todas uniformadas en vestidos azules de micro-falda, zapatillas azules y todas usan bragas blancas.
- Leader (リーダ)

Blue Delmo líder. Ella es un short reddish brunette hair.
Voiced by: Yuri Shiratori
- Valarie/Pierre Valimore (ヴァレリー/ピエール)

Una bishōnen que participa en la Operation "Golden Apple". 
Voiced by: Shiho Niiyama (Japanese), P.M. Lewis (English)
- Catherine (キャサリン)

Ella es una rubia de cabello ondulado que se hacía cargo de Rion cuando fue capturada. Más tarde en la celda Rion la pone fuera de combate fácilmente con algunos golpes y le roba el uniforme dejándola en ropa interior y encerrada.
Voiced by: Wakana Yamazaki

### Delmos Blancas
Líder Blanca (White Leader)
 Seiyū: Yūko Nagashima
Es la líder máxima del grupo, el Blanco. Sigue todas las órdenes de Ludwig y manda a todas las Delmo. Esta mujer es lesbiana y siente un gran amor por otra miembro del grupo Blanco. Cuando Ludwig pierde la vida, White Leader es la que lleva a cabo el proyecto de asesinar a Aika. Su uniforme al igual que todas las Delmos blancas consiste en una blusa blanca de mangas negra tipo militar, micro-minifalda negra, zapatillas blancas de charol.

### Delmos Doradas
Bianca y Valerie
Seiyū: Minami Takayama (Bianca)
Son la pareja perfecta de los grupos Delmo. Después de la muerte de Ludwig ellas son las que llevan a cabo un plan para destruir a Aika seduciéndola con Valerie. Valerie se corta el pelo se ata los senos al pecho y se hace pasar por un hombre y el plan llega a su meta. Desgraciadamente, justo a lo último pierden. Son del grupo de Delmos Amarillos. Bianca es pelirroja y Valerie rubia. En el capítulo cinco recordamos una escena de estas chicas en pantalla roja, como dato curioso Valerie pertenece al grupo delmo color azul al igual que Bianca. pero esta última se retiró del grupo para así ser ahora del grupo dorado. la razón por la cual Bianca se cambió al grupo dorado aún se desconoce. Su uniforme consiste en uno parecido al de las porristas pero en color amarillo (o tal vez dorado), con minifalda, zapatillas amarillas, calcetas blancas, brusa amarilla de manga larga con muñequeras blancas.
Ríe Petriakowa (リエ ペトリヤコワ rie petoriyakowa?)
 Seiyū: Ikue Ohtani
Trabaja en el grupo Dorado de Delmos, un puesto anterior al Blanco. Es la carnada para llevar a Aika a una trampa mortal a base de un examen físico (casi intentando toquetearla). Tiene solo 16 años. Es una excelente piloto en su avión y gran peleadora también (la técnica lo aprendió viendo la forma de pelear de Aika). Tiene pelo color azul oscuro y ojos marrones.
Sanya y Tonya
Seiyū: Miki Nagasawa y Kikuko Inoue
La verdad no se sabe mucho sobre estas dos chicas: Sanya y Tonya. Son del grupo Delmo color dorado. Fueron las que hicieron volar el edificio de la empresa KK donde se encontraba Aika sola, esta catástrofe le ocasiona a Rion planear una venganza junto con Shuntaro, Maypia y Gust en contra de ellas. Sanya es la de pelo largo castaño oscuro y Tonya la de pelo blanco y trenzado.

## Episodios
Los episodios se clasifican en "Trials", llamados así:
- Trial 1. Una Bella Agente
- Trial 2. Misión Desnuda
- Trial 3. Posición de Despegue
- Trial 4. Floreciendo en el Espacio
- Trial 5. La Venganza del Ejército
- Trial 6. Operación Delmo Blanco Plateado
- Trial 7. La Batalla Decisiva en la Base Delmo
- Special Trial. Movimientos: este capítulo se divide en tres partes

## Música
Opening:
Silent City de Mari Sasaki (episodios 1–4)
Ao no Jyuujika de Kishi Kyouko ("Special Trial")
Manatsu no Seiza de Mink (episodios 5–7)
Ending:
More Natural de Hiroko Konishi (episodios 1–4)
Aa, jinsei tae te yume mo saku de Rei Sakuma y Akio Ōtsuka ("Special Trial")
Dance With Me Tonight de PUNKY FRUITES! (episodios 5–7)
- Datos: Q45517